# Marcello Piacentini
Marcello Piacentini, född 8 december 1881 i Rom, död där 18 maj 1960, var en italiensk arkitekt och stadsplanerare, son till arkitekten Pio Piacentini.
Piacentini var Mussolinis chefsarkitekt. Han planlade i huvudsak Roms centrum (1927-1932), universitetsstaden Città Universitaria (1932-1935) samt projektstaden EUR för världsutställningen 1942.
Piacentini var professor vid högre arkitektskolan i Rom och sekreterare vid Konstakademin där. Piacentini intog en central ställning inom italiensk arkitektur, genomförde en rad byggnader av enkel monumentalitet i Rom, om- och tillbyggnader av flera teatrar, krigsinvalidernas hus med mera. I Bolzano uppförde han 1928 ett väldigt segermonument och samma år justitiepalatset i Messina.